# Erythrolamprus typhlus
Erythrolamprus typhlus es una especie de serpiente de la familia Colubridae. Se distribuye por las selvas tropicales húmedas de la mayor parte de Sudamérica, y también por ecosistemas más secos en el sur de Brasil, sur de Bolivia y Paraguay, pudiendo estar quizás en el norte de Argentina. Habita hasta los 1500 m de altitud. Su nombre específico, typhlus, proviene del griego y quiere decir "ciego".
Mide un máximo de 85 cm, siendo las hembras de mayor tamaño. Tiene 19 escamas a mitad del cuerpo, y estás son suaves. Su coloración dorsal varía entre verde y marrón. El vientre es blanquecino, en ocasiones con manchas de color anaranjado. La piel entre las escamas es blanquecina, pero muestra zonas negruzcas y zonas naranjas, dispuestas diagonalmente lo que le otorgan un aspecto rayado. Estas bandas son más marcadas en juveniles que en adultos. Los juveniles a veces presentan un par de manchas oscuras en el cuello. El iris es de color cobre. Su dentición es opistoglifa.
Es una serpiente diurna y terrestre. Se alimenta sobre todo de ranas (géneros Rhinella y Leptodactylus, por ejemplo). Es una especie ovípara y pone entre dos y cinco huevos. Cuando se siente bajo amenaza, aplana y ensancha su cuerpo, haciendo que parezca de mayor tamaño, esconde su cabeza bajo el cuerpo y puede expulsar por su cloaca excrementos malolientes. No parece que suela morder.